# Mike Hart
Mike Hart is een Amerikaans professioneel pokerspeler. Hij won onder meer het $1.000 Seven-Card Razz-toernooi van de World Series of Poker 1984, het $1.500 Limit Hold'em-toernooi van de World Series of Poker 1990, het $1.500 Seven-Card Stud Split-toernooi van de World Series of Poker 1991 en het $1.500 Seven-Card Razz-toernooi van de World Series of Poker 1994. Daarnaast werd hij tweede in het Main Event van de World Series of Poker 1986.
Hart verdiende in totaal meer dan $1.600.000,- in pokertoernooien (cashgames niet meegerekend).

## Wapenfeiten
Hart verscheen voor het eerst op de radar van de professionele pokerwereld in december 1983. Op de Annual Jack Straus World Match Play Championships in Las Vegas werd hij toen winnaar van het $1.000 No Limit A-5 Lowball-toernooi en tweede in het $1.000 No Limit Hold'em-toernooi (achter T.J. Cloutier), samen goed voor bijna $40.000,- aan prijzengeld. Vijf maanden later won hij voor het eerst geld op de World Series of Poker (WSOP) door zowel zijn eerste titel te pakken als achtste te worden in het $1.000 Pot Limit Omaha-toernooi.
In de volgende jaren volgden er meer dan vijftien andere toernooien op verschillende edities van de WSOP waarin Hart zich naar het prijzengeld speelde. Daarbij won hij in 1994 zijn vierde WSOP-titel en bereikte hij op de World Series of Poker 1995 voor de tiende keer een finaletafel. Op de World Series of Poker 1986 werd hij bijna (officieus) wereldkampioen, ware het niet dat Berry Johnston hem in het Main Event tot de tweede plaats veroordeelde.
Hart won daarnaast verschillende toernooien die niet tot de WSOP behoren, zoals het $300 7 Card Stud Hi/Lo-toernooi van het 5th Annual Diamond Jim Brady 1989 in Los Angeles (goed voor $44.100,-), het $1.000 No Limit Hold'em-toernooi van het 7th Annual Diamond Jim Brady 1991 in Los Angeles ($35.200,-) en het $1.000 Pot Limit Hold'em-toernooi van The Second Annual Jack Binion World Poker Open 2001 in Tunica ($45.396,-).

## WSOP-titels
| Jaar                       | Toernooi                     | Prijs      |
| -------------------------- | ---------------------------- | ---------- |
| World Series of Poker 1984 | $1.000 Seven-Card Razz       | $40.000,-  |
| World Series of Poker 1990 | $1.500 Limit Hold'em         | $252.000,- |
| World Series of Poker 1991 | $1.500 Seven-Card Stud Split | $106.200,- |
| World Series of Poker 1994 | $1.500 Seven-Card Razz       | $88.800,-  |